# Tombola

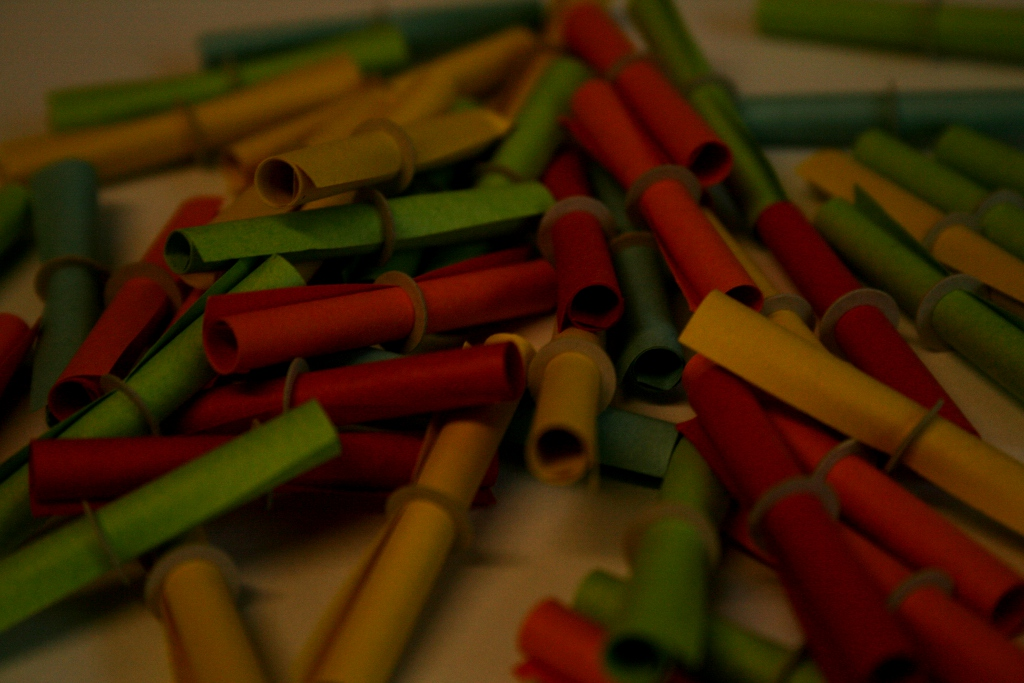
Röllchenlose

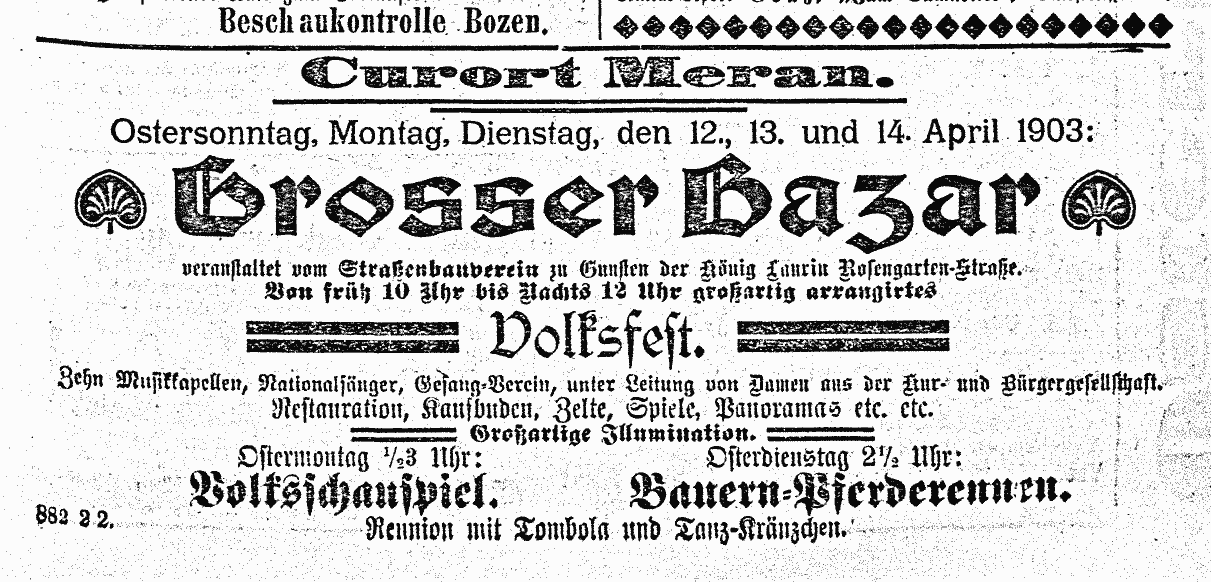
Ankündigung einer Oster-Tombola in Meran, Bozner Nachrichten vom 3. April 1903

Eine Tombola (Plural Tombolas, auch: Tombolen; ital. f.: Lottospiel) ist eine Verlosung von Geschenkartikeln bei Festlichkeiten oder karitativen Veranstaltungen.

## Geschichte

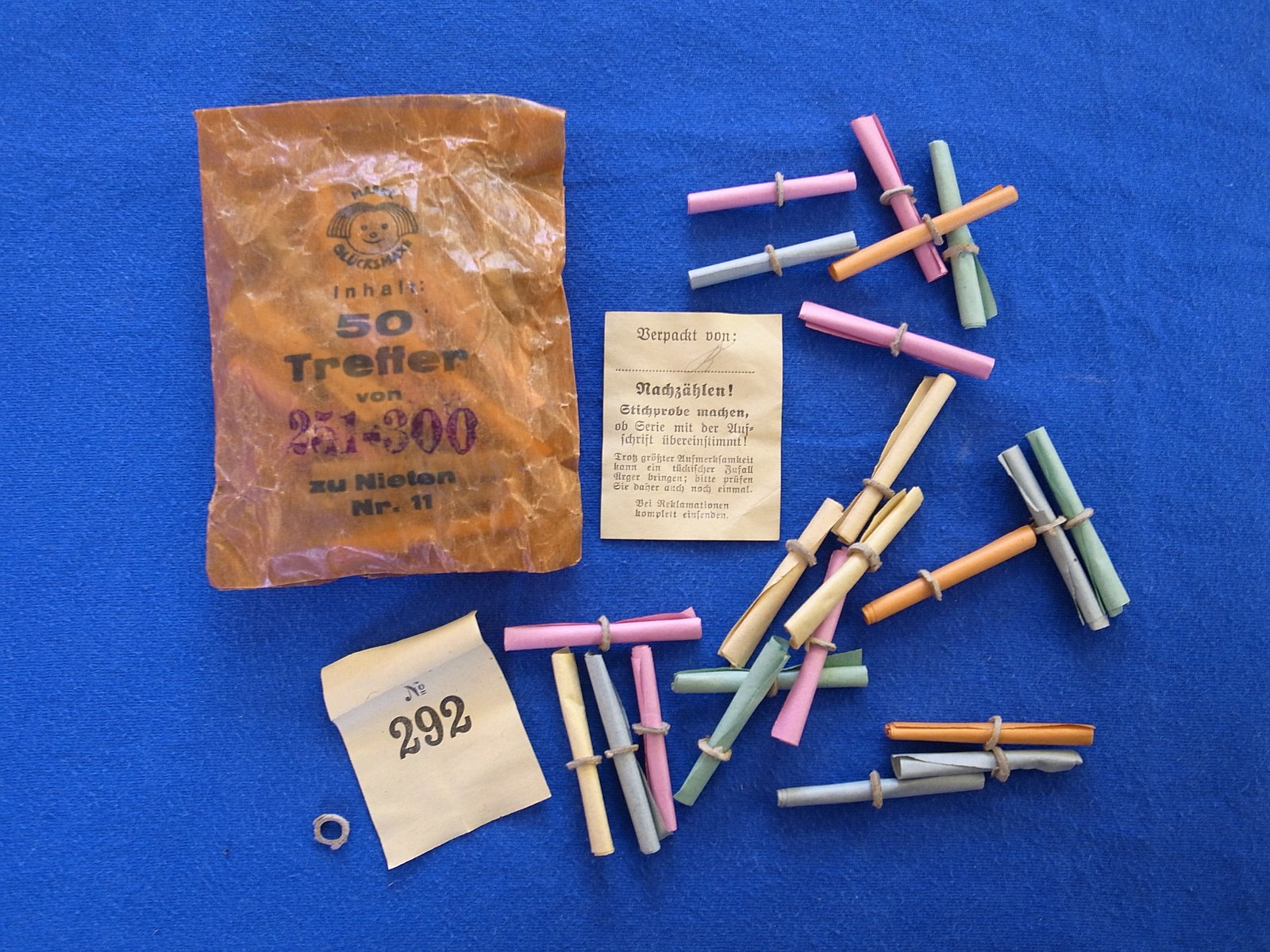
Röllchenlose, ca. 1940

Ursprünglich war die Tombola ein in Italien übliches Lottospiel, bei dem die Lose aus einer Trommel gezogen wurden. Da die Zettel mit den Losnummern in der Trommel durcheinanderpurzelten (italienisch: tombolare), erhielt diese Art der Lotterie ihren charakteristischen Namen. Tombolas wurden hauptsächlich bei Volksfesten von der auf öffentlichen Plätzen versammelten Volksmenge gespielt.
Unter einer Tombola im Sprachgebrauch deutschsprachiger Länder versteht man in heutigem Sinne eine meistens zum Zwecke des Erlöses von Geldern für soziale oder karitative Zwecke organisierte Veranstaltung. Daher unterscheidet sich die Bezeichnung Tombola auch von den eher lotterie- und bingoartigen Spielen in Frankreich, Italien, Spanien, der Türkei und England. Von mehreren deutschen Behörden wurde eine für ein Schulfest geplante Tombola allerdings als illegales Glücksspiel eingestuft.

## Ablauf

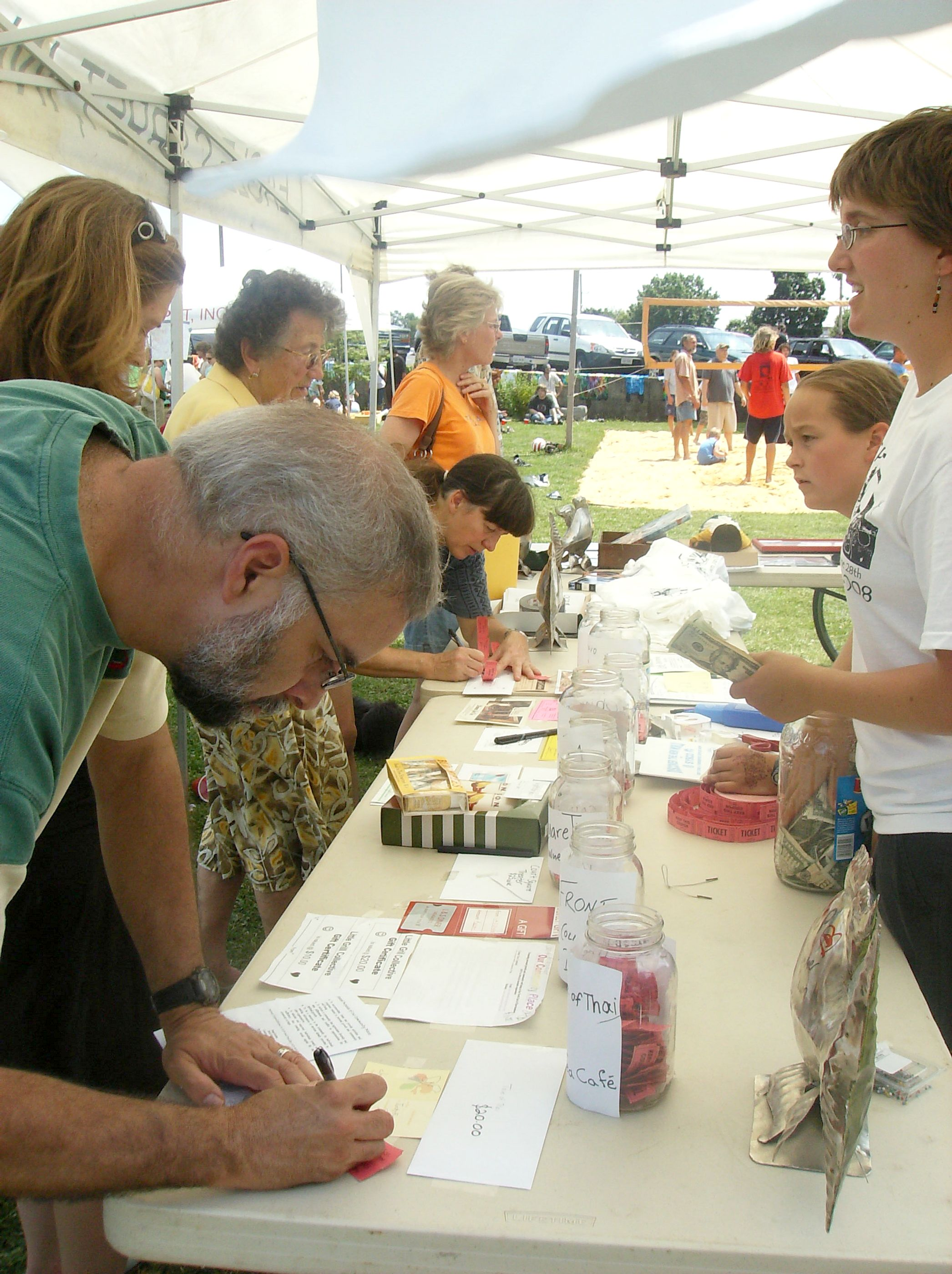
Anmeldung mit Ticketkauf, Harrisonburg (Virginia) 2008

Die zur Verfügung stehenden Preise (welche häufig gestiftet sind) werden nummeriert und gleichzeitig werden Lose an die Besucher und Teilnehmer der Veranstaltung (Straßenfest, Ball, Vereinsfeier usw.) verkauft. Oftmals ist die Teilnahme an der Tombola auch an den Eintrittspreis zu einer Veranstaltung gekoppelt (alle Teilnehmer, die den regulären Eintrittspreis entrichtet haben, nehmen dann automatisch an der Tombola teil). Die eigentliche Verlosung beginnt erst, wenn alle Lose verkauft sind, indem die Gewinner der einzelnen Preise gezogen werden.
Öffentliche Tombolas dienen meist der Mittelbeschaffung und sind daher zumeist genehmigungspflichtig. Die rechtlichen Bedingungen können dabei von Stadt zu Stadt, bzw. von Bundesland zu Bundesland unterschiedlich sein. Für München heißt es dazu: Nach den Bestimmungen des Lotterierechts in Bayern liegt ein Glücksspiel vor, wenn im Rahmen einer sogenannten Tombola für den Erwerb einer Gewinnchance (Los) ein Entgelt verlangt wird und die Entscheidung somit über den Gewinn ganz oder überwiegend vom Zufall abhängt. Genehmigungspflichtig wird das Glücksspiel dann, wenn es öffentlich veranstaltet wird .... Auch in der Schweiz sind Tombolas ab einer gewissen erwarteten Einnahmehöhe bewilligungspflichtig.

## Bekannte Tombolas
- Eine in der Bundesrepublik Deutschland berühmte Tombola findet alljährlich beim Ball des Sports zugunsten der Deutschen Sporthilfe statt. Dort werden die Lose noch in verschiedenen Farben angeboten und noch vor der Einzelziehung zunächst die Gewinnfarbe bestimmt. Als Preise winken unter anderem mehrere gespendete teure Automobile.
- In Österreich findet auf Bällen nach der Mitternachtseinlage häufig eine Tombola statt. Zu gewinnen gibt es meist Gebrauchsgegenstände, Lebensmittel, Kleidung und Gutscheine sowie meist einen oder einige wenige Hauptpreise wie Kurzurlaube.